# Sohen Biln
Sohen Biln (ur. 17 czerwca 1939 w Westlock, zm. 27 marca 2012 w Castlegar) – kanadyjski wioślarz (sternik), srebrny medalista olimpijski.

## Kariera
Wystąpił na igrzyskach olimpijskich w Rzymie w 1960, gdzie Kanadyjczycy w składzie: Donald Arnold, Walter D'Hondt, Nelson Kuhn, John Lecky, David Anderson, Archie MacKinnon, Bill McKerlich, Glen Mervyn i Sohen Biln zdobyli srebrny medal w ósemkach. W finale uplasowali się o 4,34 sekundy za osadą Wspólnej Reprezentacji Niemiec, a o 3,32 sekundy przed Czechosłowacją. Był to jego jedyny start olimpijski. Zarazem był to także jedyny medal zdobyty przez Kanadyjczyków na tych igrzyskach.
W 1958 zdobył złoty medal w ósemkach i srebrny w czwórkach ze sternikiem na igrzyskach Imperium Brytyjskiego i Wspólnoty Brytyjskiej w Cardiff. Rok później zdobył srebro w ósemkach na igrzyskach panamerykańskich w Chicago.
Kształcił się na Uniwersytecie Kolumbii Brytyjskiej. Po zakończeniu kariery sportowej został farmaceutą. 